# ヨハン・クリスチアン・フォン・シュレーバー

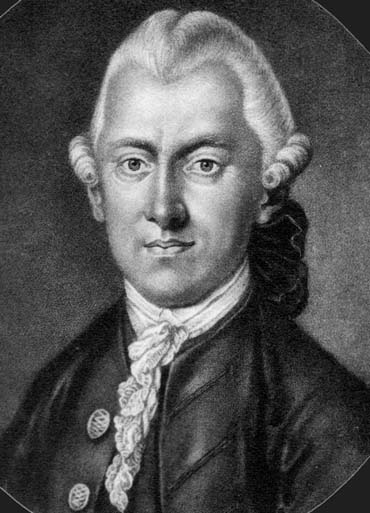
ヨハン・シュレーバー

ヨハン・クリスチアン・ダニエル・フォン・シュレーバー（Johann Christian Daniel von Schreber, 1739年1月17日 - 1810年12月10日）はドイツの博物学者・動物学者である。

## 生涯
現テューリンゲン州のヴァイセンゼーで経済官僚・法律家の息子として生まれ、ハレ大学で医学、自然科学、神学を学んだ。学生時代に論文を発表し、後にウプサラ大学に移り、カール・フォン・リンネの講義を受講した。ウプサラ大学で医学の学位を取得してドイツに戻った後、医師を開業し、1764年にドイツ自然科学アカデミー・レオポルディーナほか数々の学会の会員となった。1769年にエアランゲン大学の薬草学の教授となった。
1774年から大著『野生哺乳類の図と説明』(Die Säugethiere in Abbildungen nach der Natur mit Beschreibungen) の執筆を始め、多くの哺乳類の学名をリンネの二名法で命名した。1791年よりエアランゲンにて没する1810年まで、ドイツ自然科学アカデミー・レオポルディーナの会長を務めた。1787年にスウェーデン王立科学アカデミー、1795年に王立協会の会員に選ばれた。

## 著書の画像
Die Säugethiere in Abbildungen nach der Natur mit Beschreibungen (1774-1804) の図版

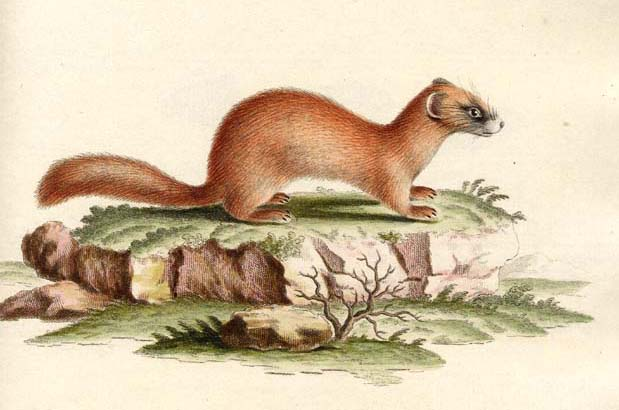
Mustela sibirica（チョウセンイタチ）
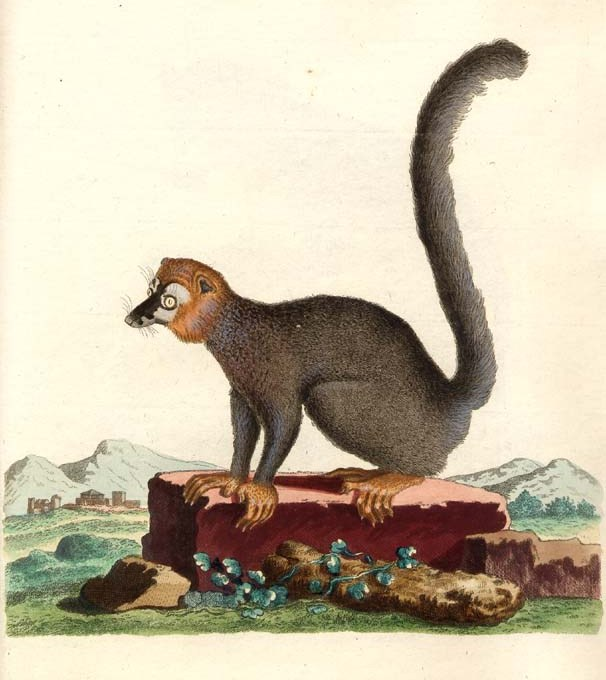
Eulemur mongoz（マングースキツネザル）
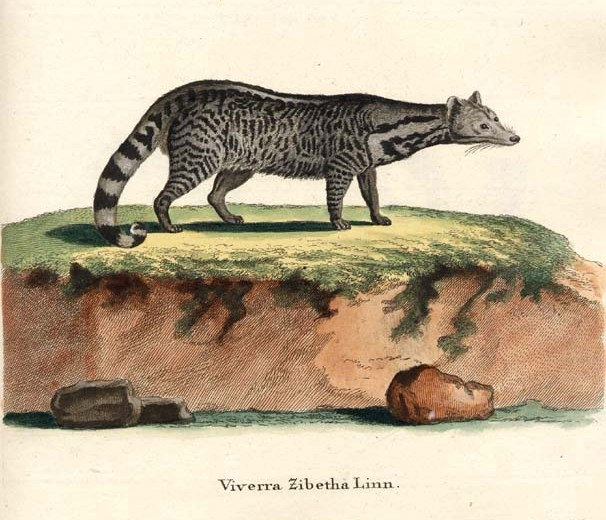
Viverra zibetha
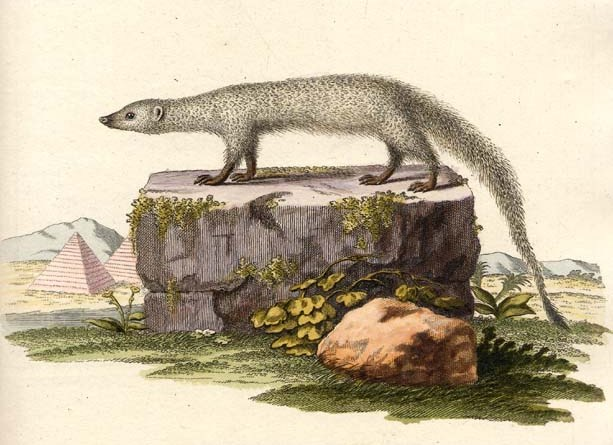
Herpestes ichneumon
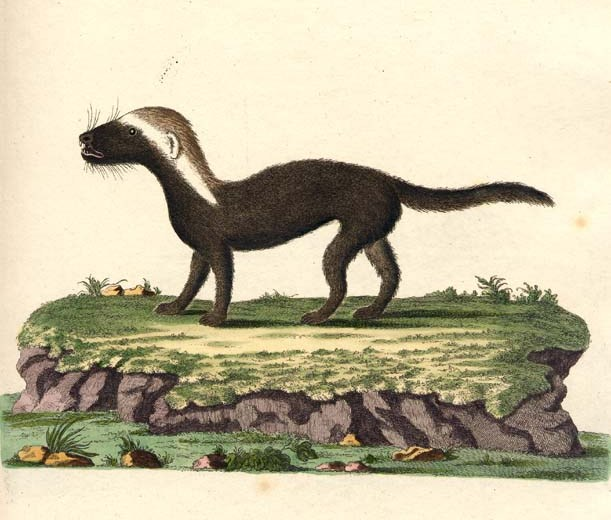
Galictis vittata
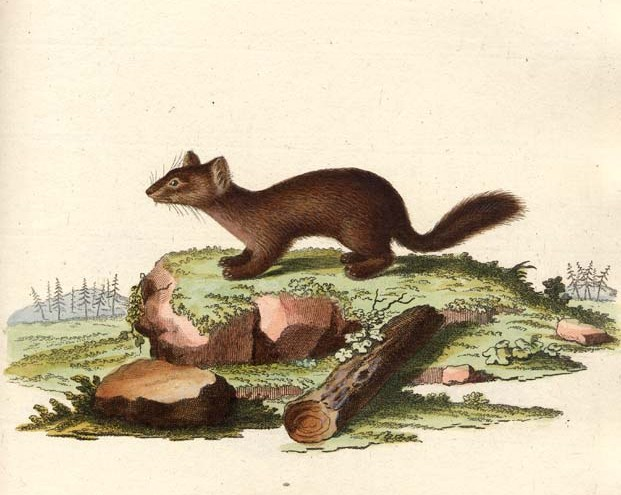
Martes zibellina（クロテン）
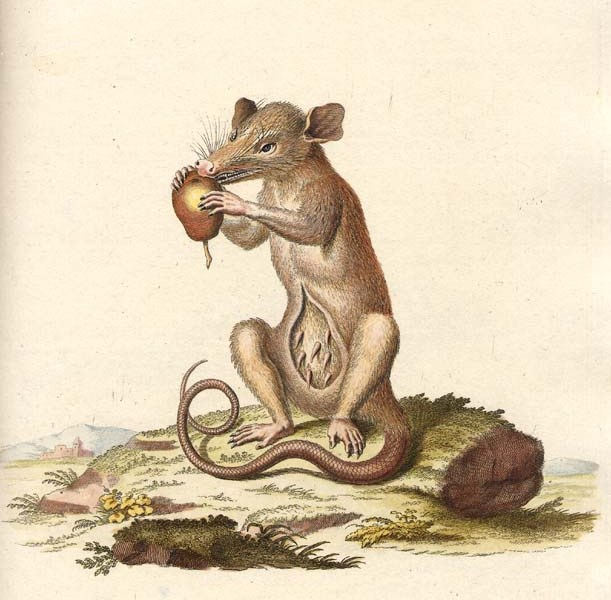
Didelphis marsupialis
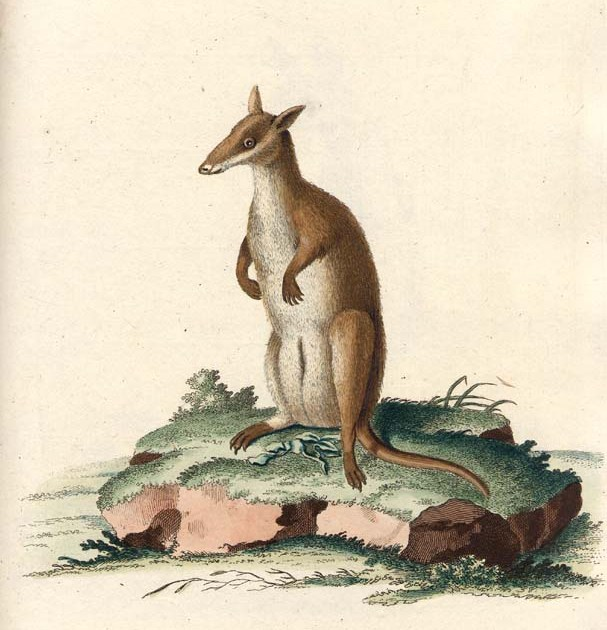
Thylogale brunii（ヤブワラビー）
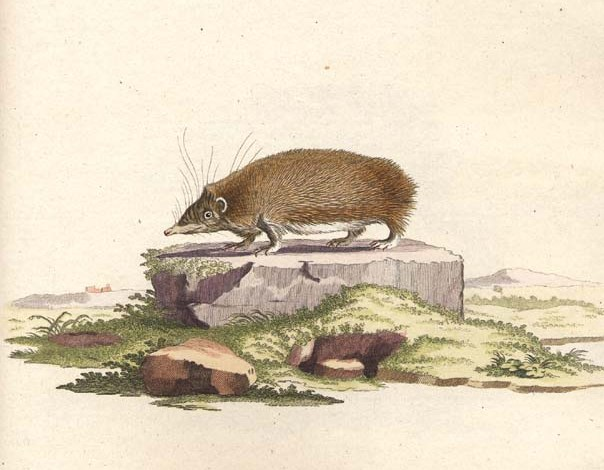
Setifer setosus
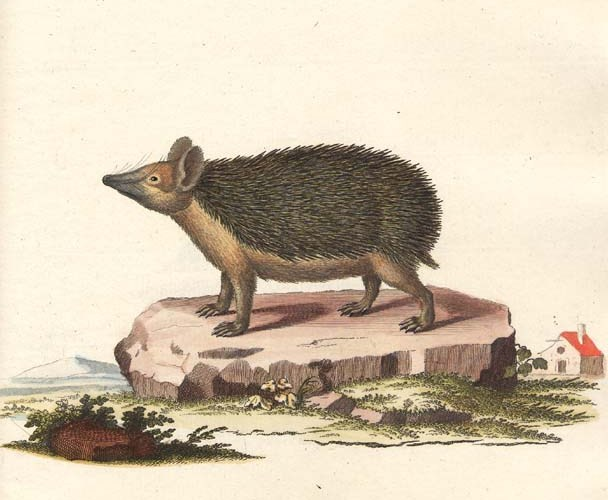
Hemiechinus auritus
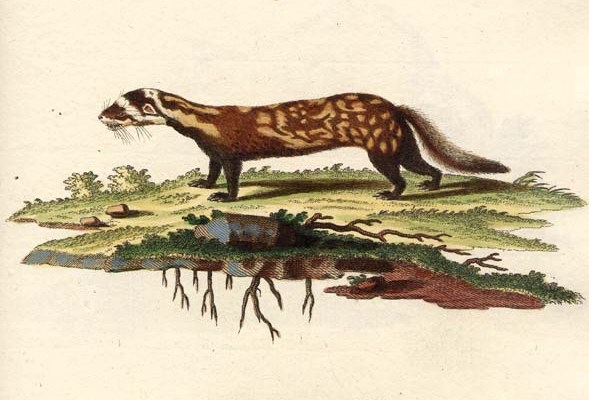
Vormela peregusna
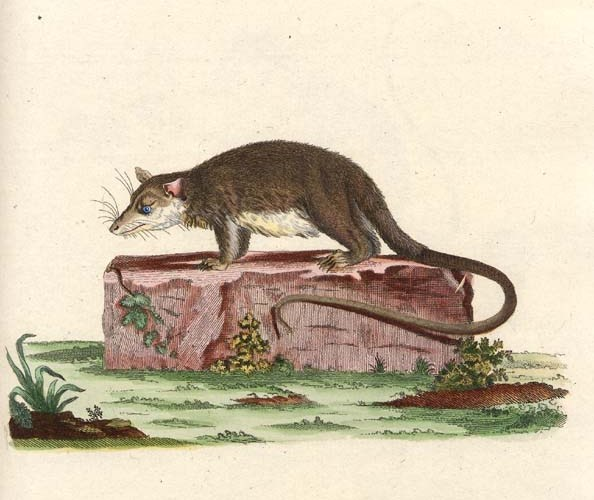
Caluromys philander

## 著作
- Beschreibung der Gräser (1.1769 - 3.1810)
- Lithographia Halensis (1758)
- Schreberi Novae Species Insectorvm (1759)
- Die Säugetiere in Abbildungen nach der Natur mit Beschreibungen (1.1774 - 64.1804)
- Theses medicae (1761)